# Torre des Castellot
Torre des Castellot  es una torre defensiva situada en el municipio de Calviá

## Historia
En el siglo XIV había una torre en esta ubicación, la Torre des Castellot de Santa Ponsa, comenzada por orden de Jaime II y concluida con Pedro IV de Aragón. Probablemente esta fue desmantelada y sustituida por el actual en el siglo XVIII. En una descripción de 1794 se le llama Castillo de Santa Ponsa. En ella se dice que se encuentra muy bien conservada y como único defecto que tiene la cocina a nivel de la batería. Fue subastada en 1876. La torre des Castellot se encuentra situado a unos 40 m. sobre el nivel del mar en la costa de poniente de Calviá, en el lado norte del núcleo de Santa Ponsa, entre las torres de Cala Figuera, hacia el sur y la Torre Cap Andritxol poniente. El solar en el que se sitúa la torre, así como las bandas más próximas entre la torre y el mar, han quedado inmersos en la urbanización colindante y han sido casi completamente edificadas.

## Descripción
Se trata de una torre de planta circular y volumen troncocónico con dos anillos semicilíndricos de piedra arenisca, una a media altura y el otro en la parte superior. La actual puerta de acceso, en la cara este de la planta baja, se construyó aprovechando una de las tres aspilleras de la torre. En el lado noreste del cuerpo central hay una ventana, en lo que fue la puerta de acceso original, encima de la cual hay un escudo. La pared exterior de la torre es en verde. El acceso se hace actualmente por la planta baja, a través de un pasillo que lleva al piso inferior, donde se encontraban las dependencias de la tropa, el almacén y el polvorín, y que ha sido muy reformada en tiempos recientes. La escalera de acceso al piso superior ha sido embaldosada y referida. En la planta superior se encuentra una cámara circular, de 6,5 metros de diámetro, con cubierta de cúpula semiesférica de arenisca. Este espacio muestra un solado de época reciente, y un zócalo de madera añadido a todo su perímetro. En el pasillo que lleva a la antigua puerta, se localiza un registro, que servía para el paso de munición entre plantas. En el otro lado, hay una ventana tronera. El acceso a la cubierta se hace por una escalera de caracol situada sobre la entrada y empotrada en el muro, que termina con una barbacana con matacán, y dos aspilleras. La terraza es de losas de piedra y tiene un murete de 1,65 m. Se conservan dos cañones montados sobre estructuras de obra, que apuntan a la bahía. Hay también un vértice geodésico. Hay una estancia anexa al cuerpo superior de la torre que aumenta el volumen original de este habitáculo.

## Estado de conservación
El estado de conservación tipológico es bueno, sobre todo en cuanto al aspecto exterior. Aunque algunas intervenciones recientes, sobre todo en el interior se han conservado sus principales rasgos tipológicos en cuanto a espacios, no así en cuanto a materiales y formas de acabados. Estructuralmente la torre no presenta patologías graves que puedan poner en peligro su estabilidad estructural. No se observan patologías en los muros ni en las cubiertas. El inmueble construido con mampostería de arenisca y con la técnica de piedra en verde, presenta varias intervenciones en los paramentos con cementos y morteros diferentes. En general se puede decir que el estado de conservación es bueno, salvo algunas patologías puntuales. En cuanto al estado de conservación del entorno, hay que referirse, por un lado, a la posibilidad de conexión visual de esta torre con las sucesivas. Esta posibilidad sólo ha perdurado parcialmente hasta la actualidad. En cuanto a la conservación del entorno inmediato del bien, la torre se inserta actualmente en un entorno muy transformado urbanísticamente con construcciones residenciales, piscina o espacios ajardinados en el ámbito más próximo, y grandes complejos hoteleros en la línea de costa. A pesar de esta fuerte transformación urbanística, su localización en una pequeña colina, permite su visualización desde las vías que la rodean. La torre resulta también visible desde la vía pública desde la que actualmente se accede (calle Huguet del Faro).